# Marcel Desailly
Marcel Odenkey Addy-Desailly (Acra, 7 de septiembre de 1968) es un exfutbolista francés nacido en Ghana que jugaba de defensa central y pivote. Fue un jugador icónico con la selección francesa con la cual ganó la Copa Mundial de 1998, y la Eurocopa 2000.
Se mudó a Francia (Joanova i la Beltrú) a temprana edad luego de que fuera adoptado de niño por un diplomático senegalés.

## Trayectoria
Comenzó su carrera en el FC Nantes para pasar a jugar en 1992 al Olympique de Marsella y ganar la Champions League al año siguiente. En 1994, mientras era del AC Milan nuevamente ganó la Champions League ante el Fútbol Club Barcelona y su famoso "Dream team" compuesto por jugadores como Romário, Hristo Stoichkov, Michael Laudrup, etc., siendo el primer jugador en ganarla en temporadas consecutivas con clubes diferentes. Aunque él prefiere ser defensa, también jugó en el mediocampo alguna vez.
Desailly entonces se fue al club inglés Chelsea F.C., donde jugó de central hasta el final de la temporada 2003-04. Después de la Eurocopa 2004, se retiró del fútbol internacional como el líder de todos los tiempos en partidos jugados con Francia (116). Jugó en 2005 por el Al Gharafa de Catar y el Qatar SC.
Desailly es considerado uno de los jugadores más corpulentos e infranqueables de las pasadas dos décadas, habiendo ganado virtualmente todos los grandes torneos.

### Clubes
| Club                  | País                | Año       | Partidos | Goles | Media |
| --------------------- | ------------------- | --------- | -------- | ----- | ----- |
| F. C. Nantes          | Francia             | 1986-1992 | 178      | 5     | 0.03  |
| Olympique de Marsella | Francia             | 1992-1993 | 60       | 2     | 0.03  |
| A. C. Milan           | Italia              | 1993-1998 | 186      | 7     | 0.04  |
| Chelsea F. C.         | Inglaterra          | 1998-2004 | 222      | 7     | 0.03  |
| Al-Gharafa            | Catar               | 2004-2005 | 28       | 6     | 0.21  |
| Qatar S. C.           | Catar               | 2005-2006 | 7        | 0     | 0     |
| Total en su carrera   | Total en su carrera | 1986-2006 | 681      | 27    | 0.04  |

## Selección nacional
Ha sido internacional con la selección de Francia, en la cual jugó 116 partidos internacionales y anotó 3 goles.

### Participaciones en fases finales
| Competición                    | Categoría | Sede                   | Resultado        |
| ------------------------------ | --------- | ---------------------- | ---------------- |
| Eurocopa 1996                  | Absoluta  | Inglaterra             | Semifinales      |
| Copa Mundial de Fútbol de 1998 | Absoluta  | Francia                | Campeón          |
| Eurocopa 2000                  | Absoluta  | Bélgica · Países Bajos | Campeón          |
| Copa FIFA Confederaciones 2001 | Absoluta  | Corea del Sur Japón    | Campeón          |
| Copa Mundial de 2002           | Absoluta  | Corea del Sur Japón    | Primera fase     |
| Copa FIFA Confederaciones 2003 | Absoluta  | Francia                | Campeón          |
| Eurocopa 2004                  | Absoluta  | Portugal               | Cuartos de final |

### Goles internacionales
| Goles con Francia | Goles con Francia       | Goles con Francia                           | Goles con Francia | Goles con Francia | Goles con Francia | Goles con Francia              |
| #                 | Fecha                   | Lugar                                       | Oponente          | Marcador          | Resultado         | Competición                    |
| ----------------- | ----------------------- | ------------------------------------------- | ----------------- | ----------------- | ----------------- | ------------------------------ |
| 1                 | 6 de septiembre de 1995 | Stade de l'Abbé-Deschamps, Auxerre, Francia | Azerbaiyán        | 1–0               | 10–0              | Clasificación Eurocopa 1996    |
| 2                 | 25 de enero de 1998     | Stade Vélodrome, Marsella, Francia          | Noruega           | 3–3               | 3–3               | Amistoso                       |
| 3                 | 7 de junio de 2001      | World Cup Stadium, Suwon, Corea del Sur     | Brasil            | 2–1               | 2–1               | Copa FIFA Confederaciones 2001 |

## Palmarés

### Títulos nacionales
| Título              | Club                  | País       | Año       |
| ------------------- | --------------------- | ---------- | --------- |
| Ligue 1             | Olympique de Marsella | Francia    | 1992-93   |
| Serie A             | A. C. Milán           | Italia     | 1993-94   |
| Supercopa de Italia | A. C. Milán           | Italia     | 1994      |
| Serie A             | A. C. Milán           | Italia     | 1995-96   |
| FA Cup              | Chelsea               | Inglaterra | 1999-2000 |
| Charity Shield      | Chelsea               | Inglaterra | 2000      |
| Liga de fútbol      | Al-Gharafa            | Catar      | 2004-05   |

### Títulos internacionales
| Título                       | Equipo                | Sede                  | Año     |
| ---------------------------- | --------------------- | --------------------- | ------- |
| Liga de Campeones de la UEFA | Olympique de Marsella | Múnich                | 1992-93 |
| Liga de Campeones de la UEFA | A. C. Milán           | Atenas                | 1993-94 |
| Supercopa de Europa          | A. C. Milán           | Milán                 | 1994    |
| Supercopa de Europa          | Chelsea               | Mónaco                | 1998    |
| Copa Mundial de Fútbol       | Selección de Francia  | Francia               | 1998    |
| Eurocopa                     | Selección de Francia  | Bélgica- Países Bajos | 2000    |
| Copa FIFA Confederaciones    | Selección de Francia  | Japón- Corea del Sur  | 2001    |
| Copa FIFA Confederaciones    | Selección de Francia  | Francia               | 2003    |

(*) Incluyendo la selección

### Distinciones individuales
| Distinción                                              | Año        |
| ------------------------------------------------------- | ---------- |
| Octavo en el Balón de Oro                               | 1996       |
| Equipo del Torneo de la Eurocopa                        | 1996, 2000 |
| Equipo de las Estrellas de la Copa Mundial              | 1998       |
| Equipo del Torneo de la Copa Confederaciones            | 2001       |
| Incluido en el equipo de la década de la Premier League | 2002       |
| Jugador FIFA 100                                        | 2004       |
| Trofeo de honor UNFP                                    | 2005       |
| Premio Golden Foot "Leyenda del Fútbol"                 | 2017       |

### Condecoraciones
| Distinción                      | Año  |
| ------------------------------- | ---- |
| Caballero de la Legión de Honor | 1998 |